# Vuelta a Venezuela 2010
La 47ª edición de la Vuelta a Venezuela, se disputó desde el 30 de junio al 11 de julio de 2010 y constó de 12 etapas para completar un recorrido total de 1693,5 km.
El ganador de la carrera fue el venezolano Tomás Gil del equipo Lotería del Táchira.

## Equipos participantes
Tomaron parte de la carrera 21 equipos, 15 locales y 6 extranjeros, totalizando 128 corredores de los que acabaron 97. Los equipos de Grecia, Rusia, Colombia, Guatemala y Cuba, animaron la competencia ganando tres etapas.
| - Lotería del Táchira - Kino Táchira - Gobernación del Zulia - Fundación Nelson Cabrera - Gobernación de Trujillo - Gobernación de Carabobo - Autoblindajes Spartan - Sport Táchira - Alcaldía de Maracaibo - Gobernación del Táchira - Cauchos Guayana - Alcaldía de Iribarren - Gobernación de Guárico - Alcaldía de El Tigre - Sumiglov Mérida - Selección del Zulia - Fundación Deportiva | - Itera-Katusha - Formesan - Panachi - Heraklion Murcia - Boyacá Orgullo de América - Selección de Cuba - Selección de Guatemala |

## Etapas
| Etapa | Fecha       | Recorrido                            | km         | Ganador                  | Líder                    |
| 1.ª   | 30 de junio | Circuito en Puerto Píritu            | 93         | Óscar García-Casarrubios | Óscar García-Casarrubios |
| 2.ª a | 1 de julio  | Circuito en Zaraza                   | 50,4       | Frederick Segura         | Óscar García-Casarrubios |
| 2.ª b | 1 de julio  | Zaraza - Valle de la Pascua          | 93         | Arthur García            | Óscar García-Casarrubios |
| 3.ª   | 2 de julio  | Chaguaramas - San Juan de los Morros | 187,8      | Gil Cordovés             | Óscar García-Casarrubios |
| 4.ª   | 3 de julio  | Santa Rosalía - Santa Rosalía        | 42,8 (CRI) | Iván Casas               | Iván Casas               |
| 5.ª   | 4 de julio  | Guanare - Socopó                     | 178,1      | Gil Cordovés             | Iván Casas               |
| 6.ª   | 5 de julio  | Santa Bárbara - San Cristóbal        | 163        | José Chacón              | Iván Casas               |
| 7.ª   | 6 de julio  | San Juan de Colón - La Azulita       | 172,4      | José Rujano              | Tomás Gil                |
| 8.ª   | 7 de julio  | Santa Elena de Arenales - Isnotú     | 129,6      | Tomás Gil                | Tomás Gil                |
| 9.ª   | 8 de julio  | Mene Grande - Maracaibo              | 149,9      | Jesús Pérez              | Tomás Gil                |
| 10.ª  | 9 de julio  | Carora - San Felipe                  | 191,7      | Javier Chacón            | Tomás Gil                |
| 11.ª  | 10 de julio | San Felipe - Valencia                | 161,8      | Gil Cordovés             | Tomás Gil                |
| 12.ª  | 11 de julio | Circuito en La Guaira                | 80         | Jesús Pérez              | Tomás Gil                |

## Clasificaciones

### Clasificación general
| Posición | Ciclista              | Equipo                    | Tiempo      |
|          | Tomás Gil             | Lotería del Táchira       | 38h 48' 17" |
| 2        | José Alarcón          | Gobernación del Zulia     | + 1' 50"    |
| 3        | Manuel Medina         | Gobernación del Zulia     | + 5' 33"    |
| 4        | Gregorio Ladino       | Boyacá Orgullo de América | + 5' 52"    |
| 5        | Carlos Gálviz         | Lotería del Táchira       | + 6' 17"    |
| 6        | Arnold Alcolea        | Selección de Cuba         | + 7' 15"    |
| 7        | José Chacón           | Gobernación de Carabobo   | + 7' 29"    |
| 8        | Yeison Delgado        | Kino Táchira              | + 7' 43"    |
| 9        | José Alirio Contreras | Lotería del Táchira       | + 7' 46"    |
| 10       | Edwin Parra           | Boyacá Orgullo de América | + 8' 02"    |

### Clasificación por puntos
| Posición | Ciclista         | Equipo                  | Puntos |
|          | Frederick Segura | Gobernación de Carabobo | 135    |
| 2        | Gil Cordovés     | Alcaldía de Maracaibo   | 134    |
| 3        | Jesús Pérez      | Alcaldía de Iribarren   | 86     |

### Clasificación de la montaña
| Posición | Ciclista      | Equipo                | Puntos |
|          | Manuel Medina | Gobernación del Zulia | 15     |
| 2        | Tomás Gil     | Lotería del Táchira   | 14     |
| 3        | Johan Páez    | Fundación Deportiva   | 12     |

### Clasificación Sub-23
| Posición | Ciclista      | Equipo                | Tiempo      |
|          | José Alarcón  | Gobernación del Zulia | 38h 50' 07" |
| 2        | Carlos Gálviz | Lotería del Táchira   | + 4' 27"    |
| 3        | Ángel Rivas   | Autoblindajes Spartan | + 9' 24"    |

### Clasificación por equipos
| Posición | Equipo                    | Tiempo       |
|          | Gobernación del Zulia     | 116h 33' 20" |
| 2        | Lotería del Táchira       | + 26"        |
| 3        | Boyacá Orgullo de América | + 11' 57"    |